# Liste der FFH-Gebiete im Landkreis Landshut
Die Liste der FFH-Gebiete im Landkreis Landshut zeigt die FFH-Gebiete des niederbayerischen Landkreises Landshut in Bayern. Teilweise überschneiden sie sich mit bestehenden Natur-, Landschaftsschutz- und EU-Vogelschutzgebieten.
Im Landkreis befinden sich acht und zum Teil mit anderen Landkreisen überlappende FFH-Gebiete.
| Bucher Graben                                                     |    | 7438-371 WDPA: 555521933 | Landkreis Landshut                                        |                                               | ⊙ | 46,35    |  |
| Gelbbauchunken-Habitate um Niedererlbach                          | BW | 7538-371 WDPA: 555521967 | Landkreis Landshut                                        |                                               | ⊙ | 24,84    |  |
| Isarauen von Unterföhring bis Landshut                            |    | 7537-301 WDPA: 555521966 | Landkreis Erding, Landkreis Freising, Landkreis München   | auch in München, Landkreis Landshut, Landshut | ⊙ | 5.276,00 |  |
| Kleine Vils                                                       |    | 7539-371 WDPA: 555521968 | Landkreis Landshut                                        |                                               | ⊙ | 28,29    |  |
| Klötzlmühlbach                                                    |    | 7438-372 WDPA: 555521934 | Landshut, Landkreis Landshut                              |                                               | ⊙ | 54,06    |  |
| Leiten der Unteren Isar                                           |    | 7439-371 WDPA: 555521935 | Landshut, Landkreis Dingolfing-Landau, Landkreis Landshut |                                               | ⊙ | 642,58   |  |
| Mettenbacher, Grießenbacher und Königsauer Moos (Unteres Isartal) |    | 7341-371 WDPA: 555521905 | Landkreis Dingolfing-Landau, Landkreis Landshut           |                                               | ⊙ | 220,46   |  |
| Vilstal zwischen Vilsbiburg und Marklkofen                        |    | 7440-371 WDPA: 555521936 | Landkreis Dingolfing-Landau, Landkreis Landshut           |                                               | ⊙ | 834,65   |  |
| Legende für Fauna-Flora-Habitat                                   |    |                          |                                                           |                                               |   |          |  |